# Lehké metro

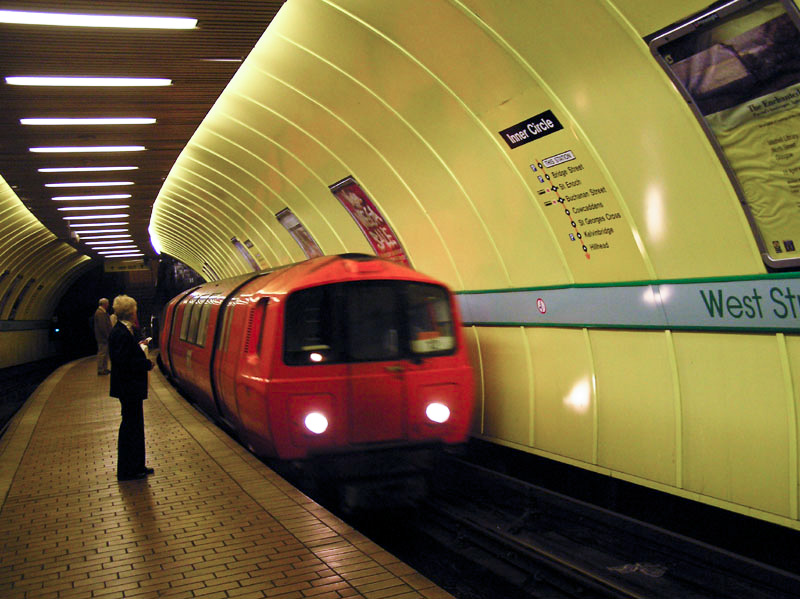
Stanice lehkého metra v Glasgow ve Skotsku

Lehké metro je druh městské hromadné dopravy podobný metru nebo jiným městským drahám (například VAL). Na vybudování lehkého metra jsou nutné menší náklady než na to klasické, jeho přepravní kapacita je však nižší, tedy je-li použit srovnatelný počet vlaků.
Lehké metro, ale také i rychlodrážní nebo podpovrchová tramvaj, jsou alternativou městské hromadné dopravy zvláště pro města se zhruba půl milionem obyvatel, kde by klasické bylo příliš velké, nákladné a nevytížené. V některých případech jsou tyto systémy však budovány i ve městech větších, a to buď z nedostatku financí, nebo ve snaze vyhnout se případné naddimezované dopravní stavbě.
Nevýhodou lehkého metra je nízká kapacita souprav (soupravy jsou často kratší, užší apod.) či menší stanice (právě z úsporných důvodů). Lehké metro bývá často nadzemní (jako například v Istanbulu), pokud bývá vedeno v podzemí tak je založené mělko a díky menším parametrům se mohou trasy lépe přizpůsobit geologickým podmínkám měst (tj. menší poloměry oblouků, větší možné stoupání apod.).

## Vlaky
Soupravy lehkého metra mohou být automatické a jezdit na speciálních pneumatikách (byť takto bývá provozované i metro klasické, například v Paříži). Aby přepravní výkony dosáhly stejných hodnot jako u metra klasického, musí být vlaků nasazeno více. To může však podle některých kritiků prodražovat provoz celého systému.

## Sítě lehkého metra ve světě
- Docklands Light Railway
- Lehké metro v Istanbulu
- Moskevská linka metra Butovskaja
- BeLaM
- Lehké metro v Amsterdamu

Koncepce lehkého metra je nejrozšířenější v Evropě, byť i jiná města ostatních kontinentů často disponují systémy, za lehké metro označitelné. Avšak ty bývají často označovány jinak (například americký Light Rail a podobně i v některých asijských metropolích). Tyto provozy se od sebe liší a přecházejí tak od rychlodrážní tramvajové sítě až k plnohodnotným podzemním drahám. To odpovídá situaci, kdy tyto dopravní stavby byly navrhovány na potřeby jednoho konkrétního města, namísto používání šablonových projektů.

## Lehké metro v Praze
Když se v zahraničí rozběhl nový systém lehkého metra, začala Praha uvažovat o tomto druhu veřejné dopravy i v hlavním městě. Jako linka lehkého metra měla být zamýšlená linka D. Jako argument pro tuto variantu sloužíl příznivcům fakt, že možný větší sklon tunelů by stavbu zlevnil a přiblížil povrchu, a to z toho důvodu, že má linka D překonávat velké rozdíly v nadmořské výšce (především v Nuselském údolí). Naopak nevýhodou by byla nutnost trasu stavět odděleně a hned budovat samostatné depo pro vozy lehké koncepce. Nicméně Praha se rozhodla budovat klasické metro. Metro lehké koncepce, které by bylo méně nákladné na výstavbu a založené mělko pod zemí, prosazoval pražský radní pro dopravu Radovan Šteiner.